# Vaccinium cyclopense
Vaccinium cyclopense är en ljungväxtart som beskrevs av J. J. Smith. Vaccinium cyclopense ingår i Blåbärssläktet, och familjen ljungväxter. Utöver nominatformen finns också underarten V. c. glabrum.